# کالین جویس
کالین جویس (انگلیسی: Colin Joyce؛ زادهٔ ۶ اوت ۱۹۹۴) دوچرخه‌سوار اهل ایالات متحده آمریکا است.